# Varbergs stad
Denna artikel handlar om den tidigare kommunen Varbergs stad. För orten se Varberg, för dagens kommun, se Varbergs kommun.
Varbergs stad var en stad och kommun i Hallands län. Centralort var Varberg.

## Administrativ historik
Det är inte känt varken när Varberg (ursprungligen Getakärr) grundades eller när orten fick stadsrättigheter, men detta måste ha skett före 1309, då borgare i staden nämns i Erikskrönikan. I början av 1400-talet tillkom Ny Varberg några kilometer norrut, och de båda städerna existerade parallellt en tid innan Getakärr konkurrerades ut. Svenskarna brände Ny Varberg 1612 och staden återuppbyggdes då på Platsarna nära fästningen. Efter en förödande stadsbrand 1666 flyttades staden återigen, och har legat på sin nuvarande plats sedan dess.
Varbergs stad inrättades som kommun, enligt Förordning om kommunalstyrelse i stad (SFS 1862:14) den 1 januari 1863, då Sveriges kommunsystem infördes.
Stadens territorium ändrades flera gånger (årtal avser den 1 januari det året om inget annat anges):
- 1915 - Lägenheterna Tranelyckan, 1/4 mantal Klastorp n:r 17 Anders Nilsgård samt 1 mantal Apelvik n:r 1 Anders Götarsgård samt inom lägenheterna belägna järnvägssträckor överfördes till staden från Träslövs landskommun. Området hade sedan tidigare legat inom stadens område som en enklav.[1]
- 1942 - Getterön samt norr och nordväst om ön belägna holmar och skär med en areal av 3,43 kvadratkilometer, varav allt land, överfördes till staden från Lindbergs landskommun. Samtidigt införlivades en del av Träslövs tångallmänning med en areal av 0,24 kvadratkilometer, varav allt land, i staden från Träslövs landskommun.[2]
- 1953 - Ett område med 866 invånare och omfattande en areal av 3,16 kvadratkilometer, varav allt land, införlivades från Träslövs landskommun. Ett obebott område omfattande en areal av 0,01 kvadratkilometer, varav allt land, överfördes till staden från Tvååkers landskommun. Från Varbergs stad överfördes dels ett obebott område omfattande 0,05 km², varav allt land, till Träslövs landskommun och församling, dels ett obebott område omfattande en areal av 0,001 km², varav allt land, till Tvååkers landskommun och församling.[3]
- 1967 - Träslövs landskommun inkorporerades i staden.

Från den 1 januari 1971 ingick Varbergs stad i den nybildade kommunen Varbergs kommun.
Staden hade egen jurisdiktion med rådhusrätt till 1971 då rätten uppgick i Varbergs tingsrätt.

### Kyrklig tillhörighet
Staden tillhörde i kyrkligt hänseende till Varbergs församling. 1967 tillkom Träslövs församling.

### Sockenkod
För registrerade fornfynd med mera så återfinns staden inom ett område definierat av sockenkod 1516 som motsvarar den omfattning staden hade kring 1950.

## Stadsvapnet
Blasonering: I fält av silver en från ett grönt treberg växande grön ek, åtföljd till höger av ett på berget stående, rött torn med huv, till vänster av en på berget likaledes stående upprest, röd bock med beväring av guld.
Vapnet fastställdes av Kungl. Maj:t 1938.

## Geografi
Varbergs stad omfattade den 1 januari 1952 en areal av 15,85 km², varav 15,78 km² land.

### Tätorter i staden 1960
I Varbergs stad fanns del av tätorten Varberga, som hade 13 982 invånare i staden den 1 november 1960. Tätortsgraden i staden var då 96,4 procent.

## Befolkningsutveckling
| Befolkningsutvecklingen i Varbergs stad 1800–1990                                                       | Befolkningsutvecklingen i Varbergs stad 1800–1990 | Befolkningsutvecklingen i Varbergs stad 1800–1990 | Befolkningsutvecklingen i Varbergs stad 1800–1990 | Befolkningsutvecklingen i Varbergs stad 1800–1990 |
| --- | ------------------------------------------------- | ------------------------------------------------- | ------------------------------------------------- | ------------------------------------------------- |
| |                                                   |                                                   |                                                   |                                                   |
| År |                                                   |                                                   | Folkmängd                                         |                                                   |
| 1800 | 1800                                              |                                                   | 1 305                                             |                                                   |
| 1810 | 1810                                              |                                                   | 1 331                                             |                                                   |
| 1820 | 1820                                              |                                                   | 1 494                                             |                                                   |
| 1830 | 1830                                              |                                                   | 1 787                                             |                                                   |
| 1840 | 1840                                              |                                                   | 1 660                                             |                                                   |
| 1850 | 1850                                              |                                                   | 2 123                                             |                                                   |
| 1860 | 1860                                              |                                                   | 2 503                                             |                                                   |
| 1870 | 1870                                              |                                                   | 2 344                                             |                                                   |
| 1880 | 1880                                              |                                                   | 2 961                                             |                                                   |
| 1890 | 1890                                              |                                                   | 4 387                                             |                                                   |
| 1900 | 1900                                              |                                                   | 6 019                                             |                                                   |
| 1910 | 1910                                              |                                                   | 7 375                                             |                                                   |
| 1920 | 1920                                              |                                                   | 7 934                                             |                                                   |
| 1930 | 1930                                              |                                                   | 8 561                                             |                                                   |
| 1940 | 1940                                              |                                                   | 10 546                                            |                                                   |
| 1950 | 1950                                              |                                                   | 12 524                                            |                                                   |
| 1960 | 1960                                              |                                                   | 14 476                                            |                                                   |
| 1970 | 1970                                              |                                                   | 17 869                                            |                                                   |
| 1980 | 1980                                              |                                                   | 18 054                                            |                                                   |
| 1990 | 1990                                              |                                                   | 20 840                                            |                                                   |
| Anm: Källor: Umeå universitet - Tabellverket 1749-1859, Demografiska databasen, CEDAR, Umeå universitet |                                                   |                                                   |                                                   |                                                   |

## Politik

### Mandatfördelning i valen 1919-1966
| 10 | 10 | 10 |

| 30 |

| 10 | 8 | 12 |

| 30 |

|  | 10 | 5 | 14 |

| 30 |

|  | 13 | 3 | 2 | 11 |

| 30 |

| 12 |  | 2 | 3 | 12 |

| 29 |

| 14 | 2 | 3 | 11 |

| 30 |

|  | 17 | 3 | 9 |

| 27 |

| 2 | 17 | 4 | 7 |

| 28 |

| 2 | 15 | 7 | 6 |

| 26 |

| 17 | 9 | 4 |

| 27 |

| 17 | 8 | 5 |

| 27 |

| 15 | 2 | 6 | 7 |

| 27 |

| 17 | 2 | 6 | 5 |

| 25 | 5 |

|  | 18 | 4 | 6 | 6 |

| 30 | 5 |

### Borgmästare i Varberg 1627-1970
Förteckningen nedan omfattar borgmästare i Varberg från Matz Rasmussen som innehade ämbetet 1645 när Halland blev svenskt genom Brömsebrofreden, till och med Axel Lindskog som blev den siste ämbetsinnehavaren.
| Borgmästare                                 | Period    |
| ------------------------------------------- | --------- |
| Matz Rasmussen                              | 1627-1651 |
| Hendrich Hanssen                            | 1651-1661 |
| Jochum Voht                                 | 1657-1660 |
| Niels Agrell                                | 1662-1681 |
| Olaus Törnebom                              | 1682-1689 |
| Peter Hummel                                | 1690-1709 |
| Timotus Polus (vikarie)                     | 1709      |
| Swen Westerling                             | 1709-1717 |
| Gustaf Dahlborg                             | 1717-1719 |
| Isac Himmelberg                             | 1719-1749 |
| Johan Pihlsson (vikarie 1749-1753)          | 1749-1757 |
| Johan Herman Sethelius                      | 1758-1777 |
| Hans Pihlsson (vikarie)                     | 1777-1779 |
| Peter Anthonius Pihlsson                    | 1779-1793 |
| Johan Schånberg                             | 1793-1807 |
| Johan Peter Holmer (vikarie)                | 1808-1809 |
| Johan Lorens Hök                            | 1809-1828 |
| Samuel Nerman (vikarie)                     | 1828-1830 |
| Elias Andersson                             | 1830-1872 |
| Lars Peter Larsson                          | 1872-1893 |
| Emil Swenson                                | 1894-1928 |
| Johan Janssen                               | 1929-1939 |
| Oskar Reinhold Eugen Mellin (tillförordnad) | 1940-1944 |
| Axel Lindskog                               | 1944-1970 |

### Lista över ordförande i stadsfullmäktige 1863–1970
Listan omfattar ordförande i stadsfullmäktige i Varberg från stadsfullmäktigeinstitutionens införande 1863 till kommunreformen 1971.
- 1863–1873: Isak Wilhelm Fundahn, tullförvaltare
- 1874–1880, 1885: Adolf Leonard Lundquist, handlande
- 1881–1884: Frey Bogren, direktör
- 1885, 1896: Carl Gustaf Henrik (Henry) Bagge, vice konsul, bankdirektör
- 1886–1892: Ingemar Kerfstedt, apotekare
- 1893–1895: Frans Berglöf, häradshövding
- 1897–1899: Hugo Gerlach, ingenjör
- 1900–1916: Alfred Olsson, trafikchef
- 1917–1922: Johan Severin Almer, stadsläkare
- 1923–1926: Linus Oscar Collin, trafikchef
- 1927–1946: Sven Larsson, riksdagsman
- 1947–1966: Yngve Olsson, stenhuggeriägare
- 1967–1970: Karl Bengtsson, verkmästare